# Acromycter perturbator
Acromycter perturbator és una espècie de peix pertanyent a la família dels còngrids.

## Hàbitat
És un peix marí i batidemersal que viu entre 1.299 i 1.318 m de fondària.

## Distribució geogràfica
Es troba a l'Atlàntic occidental central: les Bahames.

## Observacions
És inofensiu per als humans.